# Elecciones presidenciales de Santo Tomé y Príncipe de 2011
Las elecciones presidenciales de Santo Tomé y Príncipe se llevaron a cabo en 2011 para escoger al sucesor de Fradique de Menezes, que ya había ejercido dos mandatos constitucionales (exceptuando una breve interrupción por un intento de golpe de Estado) y no podía presentarse a la reelección.
La primera vuelta se llevó a cabo el 17 de julio de 2011. Participaron en ella aproximadamente 120 candidatos. El partido de De Menezes, el Movimiento Democrático de las Fuerzas del Cambio-Partido Liberal, presentó a Delfim Neves como candidato, el cual también recibió el apoyo del Partido Convergencia Democrática-Grupo de Reflexión. El Presidente del Parlamento, Evaristo Carvalho, se presentó como candidato por el partido gobernante Acción Democrática Independiente. Manuel Pinto da Costa, el primer presidente de Santo Tomé y Príncipe, se presentó como independiente.
En la primera vuelta, Pinto da Costa fue el más votado, pero no pudo reclamar una victoria absoluta al no haber obtenido más del 50% de los votos, debiendo realizarse un balotaje el 7 de agosto contra Carvalho, que fue el segundo más votado. Durante la campaña, Pinto da Costa recibió el apoyo de muchos de los candidatos derrotados, por lo que se esperaba una cómoda victoria de su parte. Finalmente, Pinto da Costa obtuvo casi el 53% de los votos, convirtiéndose en el tercer Presidente elegido democráticamente de Santo Tomé y Príncipe, después de haber sido el primer presidente del régimen anterior.
Manuel Pinto da Costa fue juramentado el 3 de septiembre para un mandato de cinco años, destinado a concluir en 2016.

## Antecedentes
Manuel Pinto da Costa se había desempeñado ya como primer Presidente de Santo Tomé y Príncipe tras su independencia de Portugal en 1975. Pinto da Costa gobernó las islas bajo un régimen socialista presidencial de partido único dominado por el Movimiento para la Liberación de Santo Tomé y Príncipe. Durante sus más de quince años de gobierno, se cometieron violaciones a los derechos humanos, e imperaba en el archipiélago un fuerte autoritarismo. En 1990, con la caída del comunismo, Pinto da Costa fue forzado a democratizar el país, y dimitió antes de concluir su mandato constitucional después de la derrota de su partido en las elecciones legislativas, asegurando que se retiraría de la política, y sin presentarse a las presidenciales, lo que allanó el camino para que Miguel Trovoada ganase sin oposición.
En 1996, a pesar de su declaración anterior, Pinto da Costa se presentó como candidato de su partido en las segundas presidenciales directas, en las cuales quedó segundo tras Trovoada. A pesar de que inicialmente denunció fraude, Pinto da Costa reconoció finalmente la derrota y retiró su denuncia. Volvió a presentarse en 2001, volviendo a quedar segundo.
Tras su fracaso en obtener la presidencia por medio de su partido, Pinto da Costa renunció al MLSTP/PSD en 2005. El partido desde entonces está dirigido por Aurélio Martins, que quedó sexto en estas elecciones. Otros candidatos fueron la ex primer ministro, Maria das Neves, y la exministro de Defensa Elsa Pinto, ambas independientes. El principal rival de Pinto da Costa, Carvalho, representaba a Acción Democrática Independiente, que gobernaba el país desde su victoria en las elecciones legislativas en agosto de 2010 con Patrice Trovoada como primer ministro.

## Proceso electoral
Un total de 92.639 ciudadanos fueron registrados para votar. En la primera vuelta, del 17 de julio, la Comisión Electoral Central, encabezada por Victor Correia, registró una participación del 68%. De los 120 candidatos, Pinto da Costa y Carvalho fueron los más votados, recibiendo el 35.62 y el 21.79% respectivamente, pero ninguno de los dos había recibido el apoyo suficiente para reclamar la victoria. Delfim Neves y Maria das Neves ganaron una cantidad de votos sustanciales (más del 14% cada uno), pero solo los dos primeros pasaron a la segunda vuelta. Después de que se confirmaron los resultados, la mayoría de los candidatos eliminados dieron su apoyo a Pinto da Costa, incluyendo Delfim Neves, Maria das Neves y Aurélio Martins.
Concurrieron a la votación misiones de la Unión Africana, la Comunidad de Países de Lengua Portuguesa, y la Comunidad Económica de los Estados de África Central para observar las elecciones, que fueron descritas como libres y justas. La única controversia destacable fueron 30.000 personas de algunos pueblos que boicotearon la elección quejándose de que sus malas condiciones de vida no eran abordadas por el gobierno. La elección se tuvo que realizar en estos pueblos el 20 de julio, pero los resultados no afectaron el resultado final. Tras conocerse la victoria de Pinto da Costa en la segunda vuelta, varios analistas se alarmaron, alegando que podría haber un repunte del autoritarismo durante su anterior mandato.

## Resultados
| Candidato                          | Partido                                                                           | Primera vuelta | Primera vuelta | Segunda vuelta | Segunda vuelta |
| Candidato                          | Partido                                                                           | Votos          | %              | Votos          | %              |
| ---------------------------------- | --------------------------------------------------------------------------------- | -------------- | -------------- | -------------- | -------------- |
| Manuel Pinto da Costa              | Independiente                                                                     | 21.457         | 35.62          | 35.112         | 52.88          |
| Evaristo Carvalho                  | Acción Democrática Independiente                                                  | 13.125         | 21.79          | 31.287         | 47.12          |
| Delfim Neves                       | Movimiento Democrático de las Fuerzas del Cambio-Partido Liberal                  | 8.652          | 14.36          |                |                |
| Elsa Pinto                         | Independiente                                                                     | 8.461          | 14.04          |                |                |
| Maria das Neves                    | Independiente                                                                     | 2.682          | 4.45           |                |                |
| Aurélio Martins                    | Movimiento para la Liberación de Santo Tomé y Príncipe / Partido Social Demócrata | 2.445          | 4.06           |                |                |
| Filinto Costa Alegre               | Independiente                                                                     | 2.401          | 3.99           |                |                |
| Hélder Barros                      | Independiente                                                                     | 414            | 0.69           |                |                |
| Jorge Coelho                       | Independiente                                                                     | 401            | 0.67           |                |                |
| Manuel de Deus Lima                | Independiente                                                                     | 208            | 0.35           |                |                |
| Votos en blanco/anulados           | Votos en blanco/anulados                                                          | 2.822          | -              | 2.191          | -              |
| Total                              | Total                                                                             | 38.841         | 100            | 39.024         | 100            |
| Votantes registrados/participación | Votantes registrados/participación                                                | 50.256         | 77.3           | 49.606         | 78.7           |